# Landet for længe siden
Landet for længe siden (originaltitel The Land Before Time) er en amerikansk tegnefilm fra 1988 produceret af Steven Spielberg, George Lucas m.fl. og den første af foreløbig 14 i serien, der i 2007 suppleredes af en tegnefilmserie i 22 afsnit.

## Stemmer
| Figur               | Original stemme | Dansk stemme             |
| ------------------- | --------------- | ------------------------ |
| Lillefod            | Gabriel Damon   | Anders Schoubye          |
| Cera                | Candace Hutson  | Natasja Belli            |
| Ducki               | Judith Barsi    | Mille Hoffmeyer Lehfeldt |
| Petrie              | Will Ryan       | Søren Østergaard         |
| Ceras far           | Burke Byrnes    | Thomas Eje               |
| Lillefods mor       | Helen Shaver    | Susse Wold               |
| Lillefods bedstefar | Bill Erwin      | Kjeld Nørgaard           |
| Fortæller (stemme)  | Pat Hingle      | Henning Moritzen         |